# Achilles Last Stand
„Achilles Last Stand“ je píseň anglické rockové skupiny Led Zeppelin, poprvé vydaná v roce 1976 jako úvodní skladba alba Presence. Autoři Jimmy Page a Robert Plant ji složili v Malibu v Kalifornii. Plant se v této době jako host Pageovy rezidence zotavoval ze zranění, které utrpěl při autonehodě v Řecku. Nahrána byla později, v Musicland Studios v Mnichově.
Achilles Last Stand je, se svojí délkou 10:25, třetí nejdelší písní od Led Zeppelin. Delší jsou pouze skladby In My Time of Dying (11:06) a Carouselambra (10:34).
Po textové stránce píseň inspirovaly Plantovy zážitky z Maroka, které on i Jimmy Page společně navštívili. Konkrétně Plant jmenuje marocké pohoří Atlas: „The mighty arms of Atlas hold the heavens from the Earth“ (v překladu: „Mocné paže Atlasovy drží nebe nad zemí.“). Tuto větu je možno chápat dvojím způsobem, neboť hory Atlasu se mohou zdát jakoby „držet“ nebe nad zemí; zároveň však existuje legenda, podle níž Titán Atlás „skutečně“ držel nebeskou klenbu. Další inspirací byla poezie anglického básníka Williama Blakea. Verše „Below the streets that steam and hiss / The devil is in his hole“ (v překladu „Pod ulicemi, jež kouří a syčí / Přebývá ďábel ve své jámě“ odkazují na viktoriánskou turistickou atrakci „Devil's Hole“ (tj. Ďáblova jáma) v Saint Mary v Jersey, které Led Zeppelin navštívili.
Jimmy Page se nechal slyšet, že Achilles Last Stand je jeho nejoblíbenější písní od Led Zeppelin. Snad i proto se hrála živě pravděpodobně na každém koncertu Led Zeppelin od roku 1977.